# Ingeborg Eriksdotter de Suecia
Ingeborg Eriksdotter de Suecia (c. 1212-17 de junio de 1254) fue una princesa y duquesa sueca. Era la segunda hija del rey Erik X de Suecia, la hermana mayor del rey Erico XI de Suecia, esposa de Birger Jarl, y madre de los reyes Valdemar y Magnus III de Suecia.

## Vida
Ingeborg era la segunda hija del rey Erik X de Suecia y de su esposa, Riquilda de Dinamarca. Vivió durante su juventud en el exilio en Dinamarca después de que su hermano fuera depuesto por su guardián y regente en 1229.
El compromiso de Ingeborg con Birger Jarl tuvo lugar aproximadamente en 1234, al mismo tiempo que su hermano Erico XI recuperaba el trono sueco del usurpador Canuto II de Suecia, de modo que ella y Erico podrían tener a la poderosa Casa de Bjälbo como aliada.
Ingeborg tuvo ocho hijos con su marido, el duque Birger Jarl. En 1250, Erico XI falleció sin dejar herederos y el hijo mayor de Ingeborg, Valdemar, fue elegido para suceder a su tío al trono sueco. Valdemar fue elegido por ser hijo de la princesa, y su marido fue nombrado regente durante su minoría. De este modo, Ingeborg se convirtió en reina madre y en la primera dama de la corte real.
Ingeborg heredó las propiedades personales de su hermano Erico tras la muerte de éste, como su única hermana con vida. Continuó teniendo hijos hasta entrados los cuarenta años de edad y se cree que falleció por complicaciones en el parto, posiblemente mientras daba a luz a gemelos, el 17 de junio de 1254.

### Hijos
Ingeborg y Birger Jarl tuvieron ocho hijos:
- Riquilda (c. 1238 – después de 1288): desposó en 1251 a Haakon el Joven, co-rey de Noruega, y en segundas nupcias a Enrique I de Werle.
- Valdemar (1239 – 1302): rey de Suecia desde 1250 hasta 1275, señor de partes de Götaland hasta 1278.
- Cristina: se cree que se casó varias veces; uno de sus maridos era Sigge Guttormsson.
- Magnus (c. 1240 – 1290): duque de Södermanland y luego rey de Suecia desde 1275 hasta 1290.
- Catalina (c. 1245 – 1289): desposó a Siegfriedo, conde de Anhalt.
- Erik (c. 1250 – 17 de diciembre de 1275): duque de Suecia y Småland.
- Ingeborg (c. 1253 – 30 de junio de 1302): desposó al duque Juan I de Sajonia en 1270.
- Benedicto (1254 – 1291): duque de Finlandia y obispo de Linköping.